# Ixodes collocaliae
Ixodes collocaliae este o specie de căpușe din genul Ixodes, familia Ixodidae, descrisă de Schulze în anul 1937. Conform Catalogue of Life specia Ixodes collocaliae nu are subspecii cunoscute.